# Baryphthengus martii
Baryphthengus martii là một loài chim trong họ Momotidae.